# Molino de Solapeña
El molino de Solapeña en Corro, Valdegovía (Álava, España) es un molino hidráulico del que las primeras referencias son del siglo XIX, consta de los siguientes elementos:

## Infraestructura hidráulica
- a) La presa es recta de gravedad y presenta un frente de unos 6 m de longitud, su apariencia externa está oculta por una capa de musgo y verdín que cubre su superficie. La presa tiene escasa profundidad. Hay dos compuertas; la primera es un simple tablón de madera y la segunda es de chapa metálica, encajada en un cierre de hormigón. Se puede acceder a pie, por los laterales al canal, o por una pista perpendicular al vial A2622.

- b) El canal nace en la margen izquierda del río con 190 m de longitud incluyendo el cubo o arca de agua. Es un canal excavado en la tierra en toda su longitud, de anchura aproximada 1,5 m. El camino del canal presenta huertas y es de fácil acceso. Lo cruza un pequeño puente de hormigón en las proximidades de la presa, donde el canal queda entubado.

- c) El arca de agua o cubo del molino es una ampliación del canal y se dispone en parte bajo la edificación de la casa del molinero. Es de planta con tendencia regular de 100 m de longitud y 8 m de anchura. Los últimos 10 m son de fábrica de mampuesto y el resto excavado en el propio terreno. Las paredes bajo la vivienda son de piedra de sillería y el suelo de fuerte inclinación para favorecer la caída del agua sobre los rodetes. El agua del cubo es contenida por el muro de cierre de la sala de molienda. Un canal que cruza interiormente el molino une el cubo con un espacio exterior donde se alojó una rueda vertical o noria que se accionaba con el agua sobrante. El arca de agua o cubo esta parcialmente cubierta por la edificación y es una balsa elevada para almacenar y controlar la caída del agua sobre las ruedas motrices del molino.

- d) El cárcavo o espacio donde se alojan las ruedas hidráulicas que reciben la presión del agua acumulada en el arca de agua se localiza bajo la sala de molienda y se puede observar desde el exterior del edificio. El cárcavo forma un túnel con una bóveda en arco de medio punto tosco, con dovelas. Posteriormente comienza el desagüe, recogido por los dos cuerpos edilicios, abarca desde el muro de la sala de molienda hasta un puente a unos 6 m, formando el espacio donde se alojó la noria. El puente es de arco de piedra más una ampliación de hormigón. Tras cruzar este puente a unos 4 m el desagüe pasa a estar entubado.

## Molino
- a) La construcción del edificio se forma con la unión de dos cuerpos edilicios que comparten un muro medianero común. Los dos cuerpos son de planta cuadrada y rectangular, de 10 x 12 y 7 x 18 metros respectivamente.

El primero consta de planta baja, primera y bajo cubierta. En él se aloja la vivienda en planta primera, mientras en planta baja se aloja la sala de molienda, parte del arca de agua y dos cuadras. Presenta cubierta a dos aguas con teja cerámica y cumbrera perpendicular a la fachada nordeste. La entrada se produce por la fachada sudeste, junto al desagüe del molino.
El segundo cuerpo consta de planta baja y primera, y en él se aloja un almacén en toda su planta baja y una sucesión de habitaciones en planta primera, la cobertura de teja árabe es a tres aguas con faldón a sudeste, donde se presenta la entrada al almacén dispuesta asimétricamente. La fachada sudoeste es una sucesión regular de cinco vanos, reflejo de las habitaciones existentes, mientras la planta baja solo presenta dos huecos. La fachada noroeste es un paño ciego con un vano.
El acceso principal se presenta lateralmente respecto al vial de acceso, en orientación sudeste y forma un espacio libre previo a la entrada al portal que sirve de acceso a la vivienda y a la sala de molienda.
En planta baja, en el punto central del edificio y como engarce entre los dos cuerpos edilicios se aloja la sala de molienda con una comunicación directa a un gran almacén y al núcleo de escaleras de la vivienda. El arca de agua penetra en el edificio ahuecando el volumen edilicio y alojándose en parte bajo la vivienda.
El molino presenta esquinales en sillería arenisca difícilmente apreciable por el revoco que cubre las fachadas. El edificio no presenta ornamentos o decoración. La estructura es de madera con muros de carga, excepto el muro situado sobre el cubo de agua que es de menor grosor.
Interiormente la sala de molienda en un único espacio sin divisiones, que consta de un pasillo de servicio en correspondencia con el eje marcado por las dos puertas de entrada (desde el portal y el almacén) y el área de mayor superficie donde se ubican los dos pares de muelas. La sala de molienda tiene una ventana desde la que se aprecia el cubo y un canal aéreo la cruza interiormente junto al muro medianero de la edificación.
- b) Los distintos componentes de la maquinaria, que son:

Las muelas constan de dos ruedas circulares levemente convexas, la durmiente y la volante. La durmiente es una rueda estática y fija. La volante se mueve por el eje vertical de transmisión y rota sobre la durmiente. Ambas piedras presentan leves incisiones o canales y las volantes están ocultas por sendas coronas o guardapolvos uno hexagonal y otro circular, ambos de madera de aproximadamente 6 dm de altura. Al objeto de montar y desplazar las muelas se conserva un pescante de madera.
Dos tolvas como cajas prismáticas, a modo de embudos, en las que se deposita el grano, sobre cada uno de los pares de muelas. Son de madera y sección troncopiramidal, se alimentan manualmente y tiene capacidad para 100 kg.
Dos estructuras auxiliares, a modo de andamiaje, sustentan cada tolva y sirve para colocar los elementos auxiliares, que junto con el remate superior dentado del eje motor vertical y una fina cuerda forman un conjunto que golpea e inclina la caja móvil situada en la parte inferior de la tolva, regulando la caída del grano hasta el ojo de los guardapolvos y de la rueda.
Dos ejes verticales de madera, son la unión entre los rodetes y la volante. Cada eje o árbol presenta en su extremo inferior una rueda hidráulica metálica sobre la que cae el agua, antiguamente eran de madera. Uno de los rodetes se encuentra desmontado y se encuentra en el cárcavo, junto al eje vertical.
En cuanto a los utensilios, conserva una fanega como cajón de medida, herramientas para trabajar la piedra y diversos utensilios. No se observa celemín. Se conservan unos ejes de transmisión de energía que unen la sala de molienda con la sala contigua o almacén.